# Branešci Donji
Branešci Donji su naseljeno mjesto u sastavu općine Čelinac, Republika Srpska, BiH.

## Geografski položaj
Branešci Donji leže u Staroj Dubravi. Obližna mjesta su Ukrina, Brezičani Šarinci i Čivčije.

## Stanovništvo
| Branešci Donji     |              |              |              |
| godina popisa      | 1991.        | 1981.        | 1971.        |
| Srbi               | 772 (99,10%) | 885 (99,88%) | 940 (99,89%) |
| Hrvati             | 1 (0,12%)    | 0            | 0            |
| Muslimani          | 0            | 0            | 0            |
| Jugoslaveni        | 0            | 0            | 0            |
| ostali i nepoznato | 6 (0,77%)    | 1 (0,11%)    | 1 (0,10%)    |
| ukupno             | 779          | 886          | 941          |

## Vanjske poveznice
- Branešci